# Justin Patton
Justin Nicholas Patton (Omaha, 14 giugno 1997) è un cestista statunitense.

## Carriera
È stato selezionato dai Chicago Bulls al primo giro del Draft NBA 2017 (16ª scelta assoluta).